# Arumäner
Arumäner, även kallade aromuner, macedorumäner, zinzarer och vlacher, är ett folkslag i sydöstra Europa vars ursprung är omtvistat. Språkligt talar de en dialekt som är besläktad med istriska, istrorumänska och rumänska. Traditionellt har de livnärt sig som herdar, vars vandringar skett över visa områden. De har även livnärt sig som hantverkare på Balkanhalvön.
Trots att de nationalstater som bildats strävat efter att assimilera folket har de fortsatt leva i distinkta grupper. 
År 2006 levde omkring 40 000 arumänier i Grekland, primärt i området kring Pindosbergen (Olympos) och Prespasjön. Två år senare beräknades omkring 200 000 arumäner leva i spridda bosättningar i Albaniens södra och mellersta delar. Där förekommer även att skolor har undervisning i rumänska. I Nordmakedonien erkänns de som minoritet och lever främst kring städerna Kruševo, Bitola, Resen, Štip och Skopje. Där uppgick den arumänska befolkningen till 9 600 personer 2002. 
Populationer finns även i (notera att siffrorna är osäkra):
- Bulgarien (några tusen i sydöstra delen av landet),
- Serbien (15 000)
- Bosnien och Hercegovina (38 000)
- Rumänien (50 000).

Grupper av emigrerade arumäner finns också i USA och Tyskland. Dessa har skapat kulturorganisationer där.